# Ніколаєв Михайло Юрійович
Михайло Юрійович Ніколаєв — театральний художник та художник-живописець, член Національної спілки театральних діячів України (1996 р.), персональний член Міжнародної Спілки діячів театрів ляльок UNIMA.

## Життєпис
Народився у Мелітополі 1956 року. Батько — військовий: дослужився до майора, воював. На пенсію вийшов рано, в 43 роки, тому ще працював у газеті, викладав історію, вчив музиці дітей у дитсадку, у якому мама майбутнього художника була вихователькою. З дитинства Михайло мріяв наслідувати батька та стати військовим. Служив у Радянській армії, де зріс не лише інтелектуально, але й творчо, адже до служби навіть олівця в руках не тримав.
1981 року закінчив Одеське художньо-театральне училище, 1987-го — Ленінградський державний інститут театру, музики і кінематографії. З 1987 року працює головним художником Хмельницького академічного обласного театру ляльок «Дивень». Одружений, має доньку та двох онучок.
Художник, як живописець-станковіст, і у малярстві продовжує творити власний театр-містерію. Працює в традиціях постмодернізму. Він не позбавляє свої картини певної іронії, дозволяє собі вільне використання стилів минулого, поєднуючи на полотнах, здавалось би, несумісні речі.
Твори М. Ніколаєва знаходяться в музеях та приватних колекціях України, Європи та Америки. Неодноразово він презентував персональні виставки живопису у Хмельницькому обласному художньому музеї, брав участь у колективних проектах «Паралелі»(2009 р.) та «Склянки» (2013). У музейних фондах зберігається п'ять полотен М. Ніколаєва: «Венеція. Ніч»(1988), «Ті, що полюбляють огірки»(1999), «Половина»(2001), «Червоні левади»(2003), «Спраглі круки»(2005).
Іпостасі митця — театральний художник та художник-живописець співіснують органічно, доповнюючи одна одну. У сценічних формах змістовність творів пов'язана з контекстом, драматургією спектаклю. Станкові ж картини, де орієнтиром виступає особистість, це своєрідні «трансформери», що складаються з окремих, немов пазли, фрагментів, кожен з яких несе певну функцію цілісного, багатозначного художнього образу.

## Нагороди та визнання
М. Ніколаєв є лауреатом всеукраїнських та міжнародних фестивалів театрів ляльок: «Сілістра-89» і «Ян-Бабіян — 96» у Болгарії; «Інтерлялька — 98» (м. Ужгород), «Різдв᾿яна містерія-96» (м. Луцьк), «Коляда-97» (м. Рівне), «Золотий Телесик — 99» (м. Львів), «Різдв᾿яна містерія-2001»(м. Луцьк), «Біла вежа — 2001» (м. Брест), «Золотий Телесик-2001»(м. Львів), «Подільська лялька — 2001» (м. Вінниця), «Обереги-2001»(м. Івано-Франківськ), «Відлуння — 2002»(м. Катовіце, Польща), Кук-Арт VI, VII (м. Санкт-Петербург, 2004—2005 рр.), «Ляльки над Ньоманом» (Білорусь, м. Гродно, 2014) та інші.
Художник є лауреатом премії в галузі сценографії ім. Владислава Клеха (Україна-США, 2001); обласної премії імені Т. Г. Шевченка (2003 р.), Нагороджений премією Кабінету Міністрів України ім. Лесі Українки (2005 р.).
Кожна з вистав художника відрізняється певним пластичним вирішенням простору, оригінальними знахідками у створенні ляльок, декорацій і сценічних костюмів. Сценографія Ніколаєва характеризується індивідуальністю та оригінальністю в трактуванні драматургічного матеріалу.